# Ádám Récsey
Ádám baron Récsey de Récse (maďarsky récsei báró Récsey Ádám; 10. února 1775 Ighiu – 26. října 1852 Vídeň) byl maďarský voják habsburské císařské armády. Císař Ferdinand I. ho během revoluce roku 1848 jmenoval uherským premiérem, ale již za čtyři dny Récsey rezignoval, když vypuklo povstání ve Vídni. Ve funkci byl od 3. do 7. října. Do seznamu maďarských premiérů není někdy započítáván, neboť jeho jmenování bylo proti vůli maďarských povstalců a uherského sněmu. Je-li započítán, je jediným maďarským premiérem v historii, který se narodil ještě v 18. století.

## Život
Narodil se v sedmihradské šlechtické rodině. Roku 1789 vstoupil do císařské armády. Účastnil se francouzských revolučních válek a napoleonských válek proti Francii. Mimo jiné bojoval v bitvách u Drážďan, Chlumce a Lipska. Za své služby byl císařem Františkem I. jmenován baronem. Na konci napoleonských válek byl povýšen na plukovníka a byl vyznamenán nejvyšším řádem pro habsburské císařské vojáky, vojenským řádem Marie Terezie. V roce 1820 byl jmenován velitelem brigády v Itálii v hodnosti generálmajora. V roce 1831 byl povýšen na polního podmaršála a stal se velitelem divize. V letech 1839–1846 zastával funkci zemského velitele v Haliči. Byl povýšen na polního zbrojmistra v roce 1846 a poté působil u vídeňského dvora v čestné hodnosti kapitán-poručíka uherské královské gardy.
Během maďarské revoluce v roce 1848, která se rychle stala protihabsburskou, zůstal Récsey loajálním zastáncem císařského dvora ve Vídni. 1. října 1848 se rakouský ministr-prezident Johann von Wessenberg-Ampringen při jednání s maďarským premiérem Lajosem Batthyánym neúspěšně pokusil dosáhnout jmenování Récseyho ministrem zahraničí v revolučním maďarském kabinetu. Po rezignaci Batthyányho jmenoval Ferdinand Récseyho předsedou vlády, avšak protiústavním způsobem. Pominul také existenci Výboru národní obrany Lajose Kossutha, který převzal roli vlády po rozpuštění Batthyányho kabinetu. Někteří historici tvrdí, že Récsey neochotně přijal pozici premiéra na oplátku za prominutí svého dluhu u rakouského dvora.
Jako „předseda vlády“ Récsey kontrasignoval Ferdinandův reskript o rozpuštění maďarského sněmu, o zavedení stanného práva v Uhrách a o jmenování Josipa Jelačiće vojenským správcem Uher. 6. října se vídeňský dav vzbouřil proti císařské rodině. Ferdinand 7. října uprchl se svým dvorem do Olomouce. Récsey toho dne rezignoval na svou funkci. Maďarský sněm se rozhodl vznést žalobu proti Récseymu na svém plenárním zasedání 7.–9. října. Récsey byl zajat povstalci ve Vídni 11. října. Po potlačení povstání na začátku listopadu 1848 byl osvobozen. Z armády odešel do důchodu v roce 1850.

## Tituly a ocenění
Jako potomek staré šlechtické rodiny získal již v mládí titul c. k. komořího a ve funkci zemského velitele v Haliči obdržel titul c. k. tajného rady s nárokem na oslovení Excelence. Kromě zmíněného Řádu Marie Terezie byl nositelem Řádu železné koruny, několik dalších vyznamenání získal od zahraničních panovníků, byl rytířem ruského Řádu sv. Vladimíra a nositelem velkokříže sicilského Řádu sv. Jiří. Od roku 1827 byl čestným majitelem pěšího pluku č. 2 a během svého působení v Haliči získal čestné občanství ve Lvově.